# Міагра палауська
Міа́гра палауська (Myiagra erythrops) — вид горобцеподібних птахів родини монархових (Monarchidae). Ендемік Палау. Раніше вважалася підвидом труцької міагри.

## Поширення і екологія
Палауські міагри живуть в тропічних і мангрових лісах.